# Міжштатна автомагістраль 11
Міжштатна автомагістраль 11 (Interstate 11, I-11)  — міжштатна автомагістраль, довжиною 22,8 миль (36,7 км) на переважно північно-західно-південно-східній трасі в американському штаті Невада, що проходить одночасно з US Route 93 (US 93) між межею штату Арізона та Гендерсоном. Орієнтовно планується, що автострада пройде від Ногалеса, штат Арізона, до околиць міста Ріно, штат Невада, загалом слідуючи поточним маршрутам I-19, I-10, US 93 та US 95. Планувальники передбачають модернізацію двох існуючих сегментів шосе для проходження майбутньої I-11: US 93 в Арізоні від Вікенберга до межі штату Невада на Меморіальному мосту Майка О'Каллагена–Пета Тілмана через річку Колорадо та US 95 в Неваді від північно-західного краю долини Лас-Вегас до Тонопи. Точну трасу I-11 ще не визначено за межами цих ділянок або через долину Лас-Вегас; однак для подальшого вивчення та вдосконалення було визначено ряд альтернативних коридорів.
Як спочатку пропонувалося в Законі про рух вперед у ХХІ столітті від 2012 року, шосе буде проходити лише від Каса-Гранде, штат Арізона, до Лас-Вегаса. Це мало забезпечити сполучення автостради Лас-Вегас–Фенікс. Проте розширення коридору на північ у напрямку до Ріно та на південь у напрямку до Ногалеса згодом було схвалено Законом про виправлення американського наземного транспорту в 2015 році.